# Xinjiang Papers
Pour un article plus général, voir Camps d'internement du Xinjiang.
Le terme Xinjiang Papers (« papiers du Xinjiang ») fait référence à plus de 400 pages de documents internes chinois, transmises au New York Times, montrant « un regard intérieur sans précédent » sur la répression contre la minorité musulmane dans la région du Xinjiang et les Camps de rééducation du Xinjiang.

## Contenu des Xinjiang Papers
Ces 403 pages de documents incluent 96 pages de discours de Xi Jinping, 102 pages de discours d’autres personnalités politiques, 161 pages de directives et de rapports sur le contrôle de la population ouïghoure dans le Xinjiang, et 44 pages d’enquêtes internes sur des fonctionnaires locaux.
Les documents sont décrits comme « les plus importantes fuites de documents gouvernementaux à l'intérieur du parti communiste au pouvoir en Chine depuis des décennies ».

## China Cables
Dix-sept médias révèlent quelques jours plus tard, le 24 novembre 2019 les China Cables, l'enquête du Consortium international des journalistes d’investigation sur la politique de répression et de détention menée par l'État chinois au Xinjiang envers la population ouighoure.